# Will Ferguson
Pour les articles homonymes, voir Ferguson.
Will Ferguson est un auteur canadien né le 9 octobre 1964 .